# Pont-en-Royans
 Pont-en-Royans  es una población y comuna francesa, en la región de Ródano-Alpes, departamento de Isère, en el distrito de Grenoble y cantón de Pont-en-Royans.

## Geografía
La localidad se encuentra cerca del Valle del Isère, a las puertas del Parque Natural Regional del Vercors. Se encuentra en la confluencia de los ríos Bourne (que nace en Lans-en-Vercors) y su afluente, el Vernaison (que nace en el territorio de Saint-Agnan-en-Vercors). Ambos ríos recogen la mayor parte de las aguas del Vercors. La margen izquierda y el río tras su confluencia se encuentran en el departamento de Drôme.

## Demografía
| 1126 | 1132 | 1094 | 1051 | 879 | 917 | 853 | 795 |
| Para los censos de 1962 a 1999 la población legal corresponde a la población sin duplicidades (Fuente: INSEE [Consultar]) |      |      |      |     |     |     |     |

## Patrimonio
Actualmente, Pont-en-Royans es un pueblo que exhibe la arquitectura medieval del siglo XVI y es famoso por sus coloridas casas colgantes. Su arquitectura original se debe a una ingeniosa adaptación al entorno del pueblo para promover su actividad comercial con madera.
Algunas de sus principales atracciones turísticas son:
- Museo del Agua: Consta de una exposición que busca explorar el agua en todas sus formas. Un bar permite degustar más de 900 aguas embotelladas de todo el mundo.

- Cuevas de Choranche: Se forman a través de un río subterráneo de estalactitas.

- Circo de Choranche y cascada de Gournier.

- Ruta de las Gargantas de la Bourne entre Pont-en-Royans y Villard-de-Lans. Carretera con voladizos excavada en la roca y clasificada con tres estrellas en la Guía Michelin.

## En la cultura popular
Pont-en-Royans fue el escenario principal de la serie francesa de Netflix de 2024 Antracita.